# Pleiospilos
Pleiospilos ist eine Pflanzengattung aus der Familie der Mittagsblumengewächse (Aizoaceae). Der botanische Name der Gattung leitet sich von den griechischen Worten pleio für „viele“ und σπίλος (spilos) für „Fleck“ ab und verweist auf die zahlreichen auf den Blättern sichtbaren kleinen Flecken.

## Beschreibung
Die Pflanzen der Gattung Pleiospilos wachsen kompakt bis rasenartig und sind nur selten nicht verzweigt. Jede Verzweigung trägt ein bis vier Blattpaare. Die graugrünen oder bräunlichen, an der Basis verwachsenen Laubblätter sind dreieckig bis halbkugelförmig und längs geweitet bis gewölbt. Ihre Oberfläche ist mit einer unregelmäßig dicken Wachsschicht überzogen, die sich leicht abreiben lässt. Durch die unterhalb der kristallfreien äußeren Epidermiswand befindlichen tanninhaltigen Idioblasten sehen die Blätter gefleckt aus. Die Spaltöffnungen der Epidermis sind nicht eingesenkt.
Über Hochblättern erscheinen einzeln oder in kleinen Gruppen bis zu drei Blüten. Der Kelch ist fünf- bis sechs- (selten bis acht-) zipflig. Die zahlreichen Kronblätter sind gelb oder selten weiß gefärbt und manchmal oberhalb des Fruchtknotens zu einer kurzen Röhre verwachsen. Die dunkelgrünen Nektarien bilden einen unauffälligen Ring und umgeben die aufrechten, papillenlosen Staubblätter. Die dunkelbraunen, an der Spitze erhaben und gerundeten Früchte ähneln denen der Gattung  Leipoldtia.
Alle Arten blühen in ihrer Heimat im Herbst. Einzige Ausnahme ist Pleiospilos nelii, die im Winter blüht. Die stark duftenden Blüten öffnen sich am späten Nachmittag und bleiben bis kurz nach der Abenddämmerung geöffnet.
Die 9- bis 16- fächrigen Kapselfrüchte besitzen an der Spitze breite, verjüngte Deckelflügel. Die dunkelbraunen, papillösen Samen sind eiförmig und 1 bis 1,5 Millimeter lang sowie 0,9 bis 1,3 Millimeter breit.

## Systematik, Chromosomenzahl und Verbreitung
Das Verbreitungsgebiet der Gattung Pleiospilos erstreckt sich in Südafrika vom Westen der Provinz Ostkap über den Süden der Provinz Nordkap bis in den Osten der Provinz Westkap. Das Hauptverbreitungsgebiet liegt in der Kleinen Karoo. Die Pflanzen wachsen auf nördlich ausgerichteten rotbraunen, schieferhaltigen Hängen oder in Ebenen bei einer jährlichen Niederschlagsmenge zwischen 200 und 400 Millimeter, die hauptsächlich im März und November fällt.
Die Chromosomenzahl ist {\displaystyle 2n=18}.
Die Erstbeschreibung wurde 1925 von Nicholas Edward Brown veröffentlicht. Die Typusart ist Pleiospilos compactus. Eine Revision der Gattung wurde 1986 von Heidrun Hartmann und Sigrid Liede (* 1957) vorgenommen. Nach Hartmann (2017) wird die Gattung in zwei Untergattungen mit folgenden Arten und Unterarten gegliedert:
- Untergattung Pleiospilos
  - Pleiospilos bolusii (Hook.f.) N.E.Br.
  - Pleiospilos nelii Schwantes
  - Pleiospilos simulans (Marloth) N.E.Br.
- Untergattung Punctillaria (N.E.Br.) H.E.K.Hartmann & Liede
  - Pleiospilos compactus Schwantes
    - Pleiospilos compactus subsp. compactus
    - Pleiospilos compactus subsp. canus (Haw.) H.E.K.Hartmann & Liede
    - Pleiospilos compactus subsp. minor (L.Bolus) H.E.K.Hartmann & Liede
    - Pleiospilos compactus subsp. fergusoniae (L.Bolus) H.E.K.Hartmann & Liede
    - Pleiospilos compactus subsp. sororius (N.E.Br.) H.E.K.Hartmann & Liede

  - Pleiospilos ×purpusii Schwantes

## Nachweise

## Weiterführende Literatur
- Jörg Ettelt: Pleiospilos bolusii (Hooker f.) N. E. Brown. In: Kakteen und andere Sukkulenten. Band 54, Nr. 6, Juni 2003, S. 153 f.
- H. E. K. Hartmann, S. Liede: Die Gattung Pleiospilos s. lat. (Mesembryanthemaceae) In: Botanische Jahrbücher für Systematik, Pflanzengeschichte und Pflanzengeographie. Band 106, Nr. 4, S. 433–485, Leipzig 1986